# فرانك بورتون إليس
فرانك بورتون إليس (بالإنجليزية: Frank Burton Ellis)‏ هو قاضي ومحامي وسياسي أمريكي، ولد في 10 فبراير 1907 في كوفينغتون في الولايات المتحدة، وتوفي في 3 نوفمبر 1969 في مقاطعة تانغيباهوا في الولايات المتحدة. حزبياً، نشط في الحزب الديمقراطي. وقد انتخب عضو مجلس ولاية لويزيانا.